# 硫磺島浴血戰
《硫磺島浴血戰》（英語：Sands of Iwo Jima）是一部戰爭片，發行於1949年，約翰·韋恩饰演主角，艾倫·多萬（Allan Dwan）导演，描述第二次世界大戰中，日軍於硫磺島與登陸美軍激戰的故事。

### 其餘有關著作
- The Outsider (1961年)：Ira Haynes傳記
- 書本《父辈的旗帜》（Flags of Our Fathers，2000年），及改編自此書的同名電影
- 《來自硫磺島的信》

## 外部連結
- 互联网电影数据库（IMDb）上《硫磺島浴血戰》的资料（英文）